# سیارک ۲۳۲۹۶
سیارک ۲۳۲۹۶ (به انگلیسی: 23296 Brianreavis، نامگذاری:2001AR3) بیست و سه هزار و دویست و نود و ششمین سیارک کشف شده‌است که در ۲ ژانویه ۲۰۰۱ کشف شد.
قدر مطلق سیارک برابر ۱۲.۹ است.